# Glinki (Włocławek)
Glinki – osiedle włocławskie znajdujące się w dzielnicy Wschód Mieszkaniowy.
Około 1865 r. Glinki były kolonią, której grunty, na podstawie odpowiedniego aktu notarialnego, miasto przekazywało zainteresowanym w wieczystą dzierżawę.